# Marvel: Future Fight
Marvel Future Fight – gra fabularna, której akcja osadzona jest w świecie komiksów Marvela, wydana 29 kwietnia 2015 przez Netmarble na platformy mobilne – Android i iOS. Gra zawiera 188 grywanych postaci w tym bohaterów i antagonistów z Filmowego Uniwersum Marvela. W ciągu miesiąca od premiery z obu platform dystrybucji grę pobrano ponad 10 milionów razy, wynik ten został podwojony w ciągu kolejnego miesiąca. Według danych producenta z maja 2019 łączna liczba pobrań gry przekroczyła 100 milionów.

## Rozgrywka
Gra podzielona jest na szereg trybów:
- Story mission – podstawy tryb, obejmujący 13 rozdziałów po 8 misji
- Daily mission – obowiązuje limit 2 wejść na dzień
- Special mission – podzielona na 3 kategorie (New Avengers, Inhumans, Galeria antagonistów Spider-Mana) obejmujących po 5 misji
- Heroic quest – trwający 28 dni cykl zadań związanych z: bohaterami Defenders, Archiknight lub White Fox
- Epic quest – jednorazowy cykl zadań związany z rozwojem postaci, obejmuje: Doctor Strange, Wolverine, Deadpool oraz Mr Fantastic
- Dimension rift – obejmujący 14 misji do wyboru
- Legendary battle – tryb gry nawiązujący do Filmowego Uniwersum Marvela[5], pozwalający na odtworzenie scen z filmów: Thor: Ragnarok, Black Panther, Avengers: Infinity War, Ant-Man i Osa, Kapitan Marvel oraz Avengers: Koniec gry
- Villain Siege – podzielony na 3 tryby trudności
- World Boss – obejmujący 10 antagonistów do wyboru, w tym członków Black Order[5]
- Shadowland – jeden z najbardziej rozbudowanych trybów gry, obejmujący 30 podstawowych poziomów, po ukończeniu których aktywuje się tryb nieskończony
- Alliance raid – tryb, w którym sojusz atakuje wspólnie stopniowo osłabiając bossa
- Timeline battle – tryb PvP polegający na walkach 1 vs. 1, w zespołach składających się z 3 postaci
- Bitwa sojuszu (alliance batlle) – podzielony na tryb normalny i ekstremalny, na bazie którego tworzona jest lista rankingowa sojuszy
- Alliance tournamnet – tryb PvP, w którym uczestniczy 16 najlepszych sojuszy wyłonionych na podstawie rankingu bitwy sojuszu z poprzedniego tygodnia
- Alliance conquest – tryb PvP, w którym 3 sojusze przez 4 dni (12 faz bitwy) walczą o wpływy na obszarze podzielonym na 10 terytoriów, rozgrywka polega na pojedynkach 3 vs. 3[5]
- Co-op play – tryb współpracy online z 3 graczami, podstawowa nagroda – złoto
- World boss invasion – tryb współpracy online z 3 graczami, podstawowa nagroda – loot box
- Giant boss raid – tryb współpracy online z 3 graczami, podstawowa nagroda – materiały do wzmocnienia postaci
- World event – tryb z predefiniowaną drużyną składająca się z 3 postaci, odbywający się 4 razy w ciągu doby (z limitem 2 uczestnictw), podstawowa nagroda – materiały dla rozwoju poziomu konta użytkownika

## Odbiór gry
Gra spotkała się z pozytywnym odbiorem recenzentów, uzyskując w wersji na platformę iOS według serwisu Metacritic średnią z 5 recenzji wynoszącą 79/100 punktów. Redaktor portalu Spider’s Web określił Marvel: Future Fight mianem najlepszej darmowej gry z superbohaterami na platformy mobilne (Android i iOS).